# ماكوتو يوكيمورا
 ماكوتو يوكيمورا (幸村 誠 Yukimura Makoto، ازداد 8 ماي 1976) هو مانغاكا ياباني. أشاد يوكيمورا لأول مرة في عام 2000 سلسلة بلانيتيس التي بدأ تسلسلها في كودانشا، مجلة مورنينغ الأسبوعية وتحولت إلى 26 حلقة منأنمي تحت إنجاز استوديو سنرايز. وقبل ذلك كان يعمل كمساعد شين مريمورا.

## أعماله
- بلانيتيس (2001-2004، تسلسلت فيمورنينغ الأسبوعية، كودانشا)[5][6]
- سايونارا غا تشيكاي (2004، وان شوت تمّ نشرها في إفنين، كودانشا)
- فينلاند ساغا (2005-مستمرة، متسلسلة في مجلة شونين الأسبوعية منذ أبريل إلى أكتوبر 2005 ثم انقلت إلى أفترنون في ديسمبر 2005، كودانشا)[7][8]

## وصلات خارجية
- ماكوتو يوكيمورا على موقع IMDb (الإنجليزية)
- ماكوتو يوكيمورا على موقع قاعدة بيانات الفيلم (الإنجليزية)
- ماكوتو يوكيمورا على موقع كينوبويسك (الروسية)
- ماكوتو يوكيمورا على موقع ANN person (الإنجليزية)
- الدخول في موسوعة الخيال العلمي